# Linus Nässén (ishockeyspelare född 1998)
Linus Gustav Isak Nässén, född 10 maj 1998 i Norrtälje, är en svensk ishockeyback som just nu spelar för Timrå IK.
Som junior spelade Linus för Luleå HF och SDE HF. Hans moderklubb är Norrtälje IK.